# Jean-Yves Francini
Jean-Yves Francini (né le 10 août 1961 à Marseille) est un footballeur français évoluant au poste de milieu de terrain. Selectionné en équipe de france junior parmi les 20 meilleurs joueurs en 1979. Actuellement travaille a la capitainerie de la pointe rouge en tant que cuisinier    

## Biographie
En mai 2002, à l'issue d'un stage au CTNFS Clairefontaine et d'une semaine d'examens, il obtient le BEES 2e degré spécifique.

## Palmarès
- Vice-champion de France D2 1984 avec l'Olympique de Marseille.
- Finaliste de la Coupe de France en 1986 avec l'Olympique de Marseille.
- Vice-champion de France 1987 avec l'Olympique de Marseille.
- Monté en première division avec l'olympique de Marseille en 1984